# Rhopalodina gracilis
Rhopalodina gracilis is een zeekomkommer uit de familie Rhopalodinidae.
De wetenschappelijke naam van de soort werd in 1934 gepubliceerd door Albert Panning.